# Your Mother Should Know
Your Mother Should Know è un brano musicale dei Beatles presente nel disco Magical Mystery Tour (colonna sonora del film omonimo) pubblicato negli Stati Uniti in formato LP il 27 novembre 1967 e nel Regno Unito come doppio EP l'8 dicembre 1967. La canzone fu scritta interamente da Paul McCartney (anche se accreditata per consuetudine al tandem compositivo Lennon-McCartney).

## Descrizione
McCartney aveva in mente di comporre una canzone corale sullo stile di quelle dei vecchi musical di Hollywood degli anni trenta da includere nel film Magical Mystery Tour, che avrebbe fatto da sottofondo alla scena del gran finale (detto "Busby Berkeley Ending", "finale alla Busby Berkeley") nella quale i Beatles scendono una scalinata abbigliati in frac di colore bianco e con dei fiori all'occhiello. Curiosamente, John Lennon, George Harrison, e Ringo Starr hanno tutti un garofano rosso all'occhiello, mentre McCartney ne ha uno nero. Questa diversa colorazione contribuì ad alimentare la leggenda "Paul is dead".

### Composizione
Secondo quanto riferito dallo stesso McCartney, la canzone avrebbe preso forma a casa di Paul a Londra nell'aprile-maggio del 1967, mentre era in corso una visita di cortesia da parte di alcuni suoi parenti, fra i quali la zia Gin e lo zio Harry. L'atmosfera familiare che si era venuta a creare, lo invogliò a sedersi all'armonium che teneva in sala da pranzo e a iniziare la composizione del brano. Tutta la canzone è un esplicito omaggio ai valori vecchio stile dell'epoca musicale del padre di Paul, Jim McCartney, che in gioventù era stato a sua volta un musicista esibendosi in un'orchestrina jazz. 

Il titolo del brano, ripreso da un frammento di dialogo del film del 1961 Sapore di miele di Tony Richardson, gioca sul significato del termine "your mother should know" ("vostra madre dovrebbe conoscerla") in riferimento ad una vecchia canzone del passato che un tempo era stata un successo, accentuando ancor più l'atmosfera nostalgica del brano. A proposito della primaria fonte di ispirazione per la composizione della traccia, lo stesso Paul McCartney lascia pochi dubbi in merito: 

Del resto la fascinazione dei Beatles per le atmosfere da music hall, non si limitava al solo Paul, anche l'insospettabile John Lennon ebbe una volta a dichiarare: 

### Registrazione
La canzone fu incisa nel corso di quattro sessioni in studio il 22 e 23 agosto, e il 16 e 29 settembre 1967. Nel corso della prima seduta di registrazione furono incise otto take del brano che però non soddisfecero del tutto il gruppo. Il giorno seguente, 23 agosto, fu anche l'ultima volta nella quale Brian Epstein fece visita ai Beatles in studio. A tal proposito il fonico John Timperley, presente in studio quel giorno, ricorda: «[Brian] Aveva un'aria estremamente depressa ed era di pessimo umore. Restò in fondo allo studio ad ascoltare e quasi non parlò con nessuno». Due giorni dopo i Beatles sarebbero partiti per Bangor nel Galles settentrionale, per partecipare al corso di meditazione trascendentale del guru Maharishi Mahesh Yogi. Il 27 agosto successivo sarebbero stati raggiunti dalla notizia della morte di Brian. La lavorazione della canzone riprese il 16 settembre (11 take) ma quanto registrato non venne utilizzato, e le sovraincisioni finali furono aggiunte alla migliore take del 22 agosto. Il mixaggio definitivo venne eseguito nelle sedute del 29 & 30 settembre, e del 7 novembre 1967.
Le sessioni del 22 e 23 agosto ebbero luogo ai Chappell Recording Studios poiché gli Abbey Road Studios in quelle sere erano già prenotati.

## Formazione
The Beatles
- Paul McCartney: voce solista e cori, basso, pianoforte
- John Lennon: cori, organo Hammond
- George Harrison: cori, chitarra
- Ringo Starr: batteria, tamburello

Crediti
- George Martin: produzione